# Districte de Tirunelveli
El districte de Tirunelveli o districte de Tinnevelly ([tàmil: திருநெல்வேலி மாவட்டம்|திருநெல்வேலி மாவட்டம்) és una divisió administrativa de Tamil Nadu a l'Índia, amb capital a Tirunelveli (Tinnevelly). La superfície és de 6.823 km² i la població al cens del 2001 de 2.801.194 habitants. L'antic districte (dins d'Arcot) com fou constituït l'1 de setembre de 1790 incloïa també el modern districte de Tuticorin (i parts dels de Virudhunagar i Ramanathapuram); el districte britànic fou format el 1801 amb els mateixos límits. La capital inicial fou Palamkottah o Palayamkottai (ciutat bessona de Tinnevelly) però el districte va agafar el nom de la capital tradicional, Tinnevelly.

## Rius
- Tamiraparani
- Pachaiyar
- Korayar
- Chittar
- Aluthakanniar
- Aintharuviar
- Jambunathi
- Ramanathi
- Gadananathi
- Hanumannathi
- Karuppanathi
- Gundar
- Mottaiyar
- Manimuthar
- Nambiyar
- Karunaiyar
- Vedamaliyaru
- Kottamalaiyaru
- Kothaiyaru
- Rajasingiyaru
- Mundhal Odai

## Administració
El districte està format per 60 firkes, 559 pobles, 425 viles, 38 consells urbans, 7 municipalitats, i una corporació municipal. Les grans divisions són 3 subdivisions fiscals (Tirunelveli, Cheranmahadevi, Tenkasi) i 11 tehsils:
- 1. Tirunelveli
- 2. Palayamkottai
- 3. Sankarankovil
- 4. Ambasamudram
- 5. Nanguneri
- 6. Radhapuram
- 7. Tenkasi
- 8. Shenkottai
- 9.Alangulam
- 10.Veerakeralampudur
- 11.Sivagiri.

I a més a més hi ha 19 samiti panchayats o blocs (blocks) de desenvolupament rural:
- 1. Palayamkottai
- 2. Manur
- 3. Melaneelithanallur
- 4. Sankarankovil
- 5. Kuruvikulam
- 6. Cheranmahadevi
- 7. Ambasamudram
- 8. Pappakudi
- 9. Kadayam
- 10. Kalakadu
- 11. Nanguneri
- 12. Vallioor
- 13. Radhapuram
- 14. Alangulam
- 15. Keelapavoor
- 16. Tenkasi
- 17. Shencottai
- 18. Kadayanallur
- 19. Vasudevanallur

## Història
Fins al segle xviii el territori formava part de Madura. Els primers governants de Madura, els pandyes, haurien tingut una de les seves capitals a Kolkai a la desembocadura del Tambraparni, dins els districte. Tirumala Nayaka, el més famós de la dinastia dels nayaks de Madura va construir un palau a Srivilliputtur a la cantonada nord-oest del districte.
El govern hindú fou eliminat pels musulmans entre 1736 i 1739. En endavant una sèrie de directors van administrar el territori dels que 15 foren musulmans, 9 hindús i 2 britànics. El 1743 quan el nizam d'Hyderabad (subadar del Dècan) va expulsar els marathes de moltes zones al sud de l'Índia, Tinnevelly va quedar sota domini nominal del nawab d'Arcot però el poder efectiu estava en mans dels senyors locals, anomenats els poligars, originalment barons feudals sovint militars nomenats pels nayaks i que havien assolt tots els poders a la caiguda de la dinastia; tenien fortaleses a les muntanyes i a la jungla que cobria el districte. Una expedició britànica dirigida pel major Heron i per Mahfuz Khan el 1755 va posar orde a la regió i el país fou arrendat al segon, però fou incapaç de controlar als poligars que van formar entre ells una lliga per dominar Madura sobre la qual van avançar; llavors van patir una seriosa derrota a una batalla lliurada a uns 10 km de Tinnevelly.
El posterior enfonsament del govern de Mahfuz va aconsellar al govern de Madras a enviar una expedició manada per Muhammad Yusuf, comandant dels sipais, per ajudar a Mahfuz. Muhammad Yusuf finalment va rebre el territori en arrendament però es va revoltar el 1763 i fou capturat i penjat el 1764. En endavant les tropes locals van quedar sota comandament d'oficials britànics i el país fou administrat per funcionaris natius en nom del nawab d'Arcot; aquest sistema no va portar a la pacificació i el 1781 el nawab fou obligat a cedir els ingressos a la Companyia Britànica de les Índies Orientals i deixar l'administració en oficials civils britànics (Superintendents dels Ingressos Assignats).
No obstant els britànics estaven en aquest temps massa ocupats en les guerres contra Haidar Ali i el seu fill Tipu Sultan i no van poder pacificar el país agitat pels poligars encoratjats pels holandesos, que havien expulsat als portuguesos de la costa el 1658; els poligars van dominar la pesca de perles, establint un comerç lucratiu amb els holandesos, i per defensar-lo es van enfrontar als britànics. El 1783 el coronel Fullarton va sotmetre la fortalesa rebel a Panjalamkurichi, prop d'Ottappidaram, centre del poder del poligar Kattabomma Naik, el més important dels prínceps locals; el 1797 els poligars dirigits per Kattabomma, es van revoltar altre cop en unir-se a la rebel·lió que havia esclatat a Ramnad. El 1799 els britànics van conquerir Seringapatam, en la batalla en què va morir Tipu Sultam i això va donar a les tropes britànics llibertat de moviments contra altres enemics.
Un contingent fou enviat a Tinnevelly manat pel major Bannerman, per forçar als poligars a l'obediència i va esclatar l'anomenada primera Guerra Poligar (1799). Panjalamkurichi fou conquerida i el seu poligar penjat i els estats dels seus aliats confiscats; els poligars més notables, especialment el de Ettaiyapuram, van ajudar els britànics. El 1800 alguns encarcerats a la fortalesa de Palamcottah o Palayamkottai van fugir i es va reprendre la revolta que va portar a la segona Guerra Poligar (1800-1805). Panjalamkurichi va caure altre cop després d'una ferotge resistència i el fort fou destruït; el terreny fou llaurat; els principals caps rebels foren penjats i els menys destacats foren deportats; també es va prohibir en endavant portar armes.
El 1801, per un tractat amb el nawab, el govern de tot el Carnàtic va passar als britànics a canvi d'un subsidi. Tinnevelly va esdevenir doncs districte britànic a tots els efectes i en endavant en el districte ja no hi va haver més conflictes. El primer governador fou Lushington.

## Geografia
Forma part de la presidència de Madras amb una superfície de 13.957,5 km². El 1901 el districte tenia 29 ciutats i 1482 pobles. Administrativament el formaven 4 subdivisions i 9 talukes: 
- Tuticorin 
  - Ottappidaram
  - Srivaikuntam
- Sermadevi
  - Ambasamudram
  - Nanguneri
  - Tenkasi
- Sattur
  - Srivilliputtur
  - Sattur
- Tinnevelly
  - Tinnevelly
  - Sankaranayinarkovil

La població era: 1.693.959 (1871), 1.699.747 (1881), 1.916.095 (1891) i 2.059.607 (1901). D'aquesta població 1.798.519 eren hindús, 101.875 musulmans i 159.213 cristians. De les 29 ciutats cap arribava a 50.000 habitants i només 5 tenien més de 25.000 habitants: les quatre municipalitats de Tinnevelly (40.409), Palamcottah (39.545), que era aleshores la capital, Tuticorin (28.048) i Srivilliputtur (26.382), i la "union" de Rajapalaiyam (25.360). Altres 16 "unions" sobrepassaven els deu mil habitants.
La llengua habitual era el tàmil (86%) i el telugu era parlat pel 13%. La població era de majoria ètnica tàmil. Les castes eren els shanans, pallans i maraves o maravans.
L'església catòlica es va instal·lar al districte el 1532 amb Miguel Vaz, després arquebisbe de Goa, amb una força portuguesa que ajudava als paravans (pescadors) de la costa contra els musulmans; els paravans es van batejar (uns 20.000); el 1542 Sant Frabesc Xavier va començar la seva tasca entre els convertits. Després es coneix poc fins al 1710 quan el pare Beschi va començar la seva tasca; fou un cèlebre erudit i autor de l'èpic Tembavani. Tinnevelly va estar agregada a la missió jesuïta de Madura i va fer una gran tasca fins a la supressió de la companyia de Jesús el 1773 pel papa Climent XIV; llavors l'evangelització es va aturar fins al 1838 quan van arribar jesuïtes francesos; el centre fou Tuticorin on es van construir diverses esglésies.
La taluka de Tinnevelly mesurava 850 km² i la població era de 194.647 habitants el 1901. Hi havia 123 pobles i dos municipalitats: Tinnevelly (40.469) capital de la taluka, i Palamcottah (39.545), a l'altre costat del riu Tambraparni.

## Arqueologia
- Urnes sepulcrals dravídiques destacant les d'Adichanallur,[1] a 5 km de Srivaikuntam
- Kolkai i Kayal, a la desembocadura del Tarhbraparni, foren les capitals d'una cultura
- Temples de Tiruchendiir, Alvar Tirunagari, Srivaikuntam, Tinnevelly, Nanguneri, Srivilliputtur, Tenkasi, Papanasam, Kalugumalai i Kuttalam
- Monedes romanes, dels pandyes i venecianes